# Andrej Gajić
Andrej Gajić (Jajce, 1. lipnja 1991.) je bosanskohercegovački ihtiolog, bavi se proučavanjem morskih pasa.

## Životopis
Osnovnu školu i gimnaziju pohađao je u Bosanskoj Gradišci i Bugojnu, a studij biologije završio je na Prirodno-matematičkom fakultetu u Sarajevu.
Godine 2008. s Gregom Nowellom na Malti osniva Sharklab, neprofitnu organizaciju koja se primarno bavi istraživanjem prečnoustih (morski psi, ražovke) na području Sredozemlja. Trenutačno je rukovoditelj Odjela za proučavanje morskih životinja Shark Tales pri National Geographicu te je generalni direktor Sharklaba. U sklopu terenskih istraživanja proučava morska staništa na području Sredozemnog, Jadranskog i Crvenog mora, dok su laboratorijska istraživanja vezana za detekciju, tretman i prevenciju oboljenja kod morskih pasa. Opsežno je istraživao podmorje Neumskog zaljeva i istočnog Jadrana.
Autor je više oko 70 znanstvenih radova, dvije knjige i nekoliko kraćih dokumentarnih filmova.

## Djela
- Teeth and jaws of the Adriatic sea sharks, 2014.
- Biodiversity of cartilaginous fish (Classis Chondrichthyes Huxley, 1880) in the Neum bay, 2014.

## Vanjske poveznice
- Andrej A. Gajic  Arhivirana inačica izvorne stranice od 8. travnja 2019. (Wayback Machine) na nationalgeographic.org